# Schlacht bei Gran
Wien – Kahlenberg – Párkány – Gran I – Waitzen (Vác) –  Ofen I – Gran II – Neuhäusel (Nové Zámky) – Eperies – Ofen II – Mohács (Harsány) – Belgrad I – Derbend – Pataczin – Nisch – Belgrad II – Szlankamen – Belgrad III – Peterwardein – Lippa (Lipova)  – Lugos (Lugoj) – Temesvár – Olasch (Bega) – Zenta
Die Schlacht bei Gran war eine militärische Auseinandersetzung am 16. August 1685 zwischen den Heeren des Heiligen Römischen Reiches, insbesondere kaiserlich-österreichische Truppen, und des Osmanischen Reiches während des Großen Türkenkrieges (1683–1699). Die Schlacht nahe der heutigen Stadt Esztergom (Gran) endete mit einer Niederlage der Osmanen.

## Vorgeschichte
Der Krieg hatte 1683 mit einer Offensive des osmanischen Heeres gegen Wien (Zweite Wiener Türkenbelagerung) begonnen. Nachdem dieses in der Schlacht am Kahlenberg am 12. September 1683 geschlagen worden war, begannen die kaiserliche Armee und die mit ihr verbündeten polnischen Truppen in einer Gegenoffensive mit der Eroberung von Ungarn. Nach dem Sieg bei Párkány wurde in einem ersten Schritt am 27. Oktober 1683 Gran nach einer kurzen Belagerung zur Übergabe gezwungen. Auch das Jahr 1684 verlief für die Kaiserlichen erfolgreich. Im Sommer 1685 schritten sie unter ihrem Feldherren Karl von Lothringen an die Belagerung von Neuhäusel. Um das kaiserliche Heer abzulenken, trugen die osmanische Armee unter dem Serasker Melek İbrâhim Paşa einen eigenen Vorstoß gegen Gran vor. Karl von Lothringen ließ darum nur ein Beobachtungskorps vor Neuhäusel und marschierte mit seinem Hauptheer zum Entsatz von Gran heran.

## Verlauf
Bei der Annäherung des gegnerischen Heeres hob der osmanische Seraskier (Kriegsminister), der die Truppen befehligte, die Belagerung von Gran auf, um für die erwartete Feldschlacht stark genug zu sein. Seit dem 11. August lagen sich beide Heere in Schlachtordnung auf dem linken Ufer der Donau gegenüber. Karl von Lothringen täuschte schließlich am 16. August einen Rückzug vor und verleitete die Osmanen so zum Angriff. Dieser richtete sich zunächst vor allem gegen den rechten Flügel der Kaiserlichen, wo Karl von Lothringen selbst eingreifen musste, um seine Truppen erneut zu ordnen. Nachdem auch das Zentrum einen osmanischen Angriff abgewehrt hatte, gab Karl den Befehl zum Gegenangriff. Die Regimenter gingen vor und eröffneten erst auf kürzeste Distanz das Feuer. Außerdem zogen sie Geschütze vor, welche ein verheerendes Kartätschenfeuer gegen die osmanischen Soldaten eröffneten. Nachdem auch ein letzter Offensivstoß der Osmanen gegen den linken kaiserlichen Flügel, der vom bayerischen Kurfürsten Max Emanuel befehligt wurde, scheiterte, begannen sie vom Schlachtfeld zu fliehen. Auf eine Verfolgung mussten die Kaiserlichen verzichten, da ihre Truppen zu erschöpft waren.

## Folgen
Nachdem das osmanische Feldheer geschlagen war, konnten die von den Kaiserlichen belagerten Städte nicht mehr mit Entsatz rechnen. Neuhäusel fiel bereits am 19. August, bald darauf auch die Orte Eperies, Kaschau und Tokay. Der Sultan ließ Emmerich Thököly deshalb im Oktober verhaften und begann erste Friedensverhandlungen mit dem Kaiser anzustrengen, die allerdings ergebnislos blieben.